# 奈阿波利斯-锡凯艾
奈阿波利斯-锡凯艾（希臘語：Νεάπολη-Συκιές）是希腊中马其顿大区塞萨洛尼基专区的市镇，行政中心为锡凯艾。市镇面积为12.90平方公里，2021年人口数量为80,888人。
此市镇设立于2011年地方政府改革中，由原4个市镇合并而成，原市镇则成为此市镇的4个市区。